# حسن اسماعیل‌زاده
حسن چلیپا مشهور به اسماعیل‌زاده (زاده ۱۳۰۱ زنجان_ درگذشته ۲۰ بهمن ۱۳۸۵) در تهران، نقاش قهوه‌خانه‌ای ایرانی بود.
فرزند او کاظم چلیپا نیز از هنرمندان مشهور پس از انقلاب در ایران می‌باشد.
استاد منیژه آرمین در کتاب «کیمیاگران نقش، زندگی‌نامه داستانی هفت نقاش» در قسمت پرده عشق مطالب جالبی را دربارهٔ استاد حسن اسماعیل‌زاده نوشته است.

## زندگی
استاد حسن چلیپا که تخلص هنری خویش (اسماعیل‌زاده) را از نام پدرش (اسماعیل) وام گرفته است، در سال ۱۳۰۱ در زنجان چشم به جهان گشود. لیکن پیش از به دنیا آمدن او، پدرش رخت از جهان بربست. وی با مدد از استعداد خدادادی از همان اوان کودکی به دلیل شور و شوق و علاقه‌ای که به هنر نقاشی داشت، تجربه‌های نخستین نقش آفرینی را کسب کرد. در کودکی همراه خانواده‌اش به تهران مهاجرت کرد و در سن ۸ سالگی، مادر که علاقهٔ وافر فرزند را به نقاشی دریافته بود مرحوم استاد محمد مدبر را به جهت تعلیم به او برگزید. اشتیاق بی‌اندازهٔ شاگرد و تبحر استاد چنان کرد که اسماعیل‌زاده، هنرمندی خلاق و نقاشی صاحب قلم شد. وی۱۴ سال نزد استاد رمز قلم کشیدن و هنر رنگ آمیزی را آموخت؛ چنان‌که نقاشی‌های او خط و سبک و رنگ قلم استادش مدبر را می‌نمود. این همکاری از یک سو موجب گرایش نقاش مستعد و جوان به شیوه و شگرد استادش محمد مدبر شد و از سوی دیگر عامل رونق نقاشی‌های خیالی ساز مذهبی و شاهنامه‌ای نزد عامه مردم شد. شگفتا که او چه در دوران حیات استاد محمد مدبر و چه پس از مرگ ایشان چنان تشابهاتی ازنظر رنگ و طرح با استاد مدبر آشکار ساخت که بسیاری هنگام داوری تابلوهای آن دو درتشخیص صاحب آن دچاره حیرت و تردید می‌شدند چنان‌که امروز هم او را مدبر زنده (ثانی) نام نهادند.

## ویژگی‌های کاری
وی در میان رنگ‌ها رنگ‌های تلخ و تیره مانند قهوه‌ای را بیش از رنگ‌های دیگر دوست دارد. در پس زمینه نقاشی‌های تابلوهایش این رنگ‌ها به خوبی نمایان است. استاد حسن اسماعیل‌زاده ذاتاً یک هنرمند است؛ زیرا جدای از یافته‌های خود از استادش آثاری که در طول زندگی. پر پربرکتش خلق کرده است، سرشار از تنوع است. در دوران فعالیت هنری خود مجموعه‌ای غنی از آثاری را خلق کرده است که بیانگر هویتی ویژه از هتر نقاشی‌های ایرانی است. ترسیم موضوع تابلوی قهوه‌خانه برای اولین بار در نقاشی‌های قهوه‌خانه‌ای و توجه به صحنه‌های روزمره زندگی مردم و آداب و رسوم آن‌ها از ویژگی‌های آثار استاد اسماعیل‌زاده است. مانند تابلوهای قهوه‌خانه زمان قدیم،
قهوه‌خانه نودانک (شمیران) عقدکنان، چاوش خوانی، حنابندان زمان قدیم. بقال کم فروش. ختنه سورون زمان قدیم. شب چله زمان قدیم و… زیرا پاسخگویی به نیازهای عاطفی درونی خود که از خصوصیات یک هنرمند واقعی است دقیقاً در آثار ایشان دیده می‌شود. همچنین توجه به منظره‌سازی و تأثیرگیری از فضاهای مختلف. حسن اسماعیل‌زاده به طراحی اهمیت ویژه‌ای می‌دادند. طراحیهای سریع و کلی که برای شروع تابلو با قلم و رنگ یا زغال رو بوم می‌زنند بقدری زیبا و استادان است که تعجب‌برانگیز است زیرا ایشان آموزشی برای طراحی تند (اسکیس) یاکلی بینی (فضاسازی اولیه) در طراحی آنگونه که در دانشگاه‌ها آموزش داده می‌شود ندیده‌اند. با وجود این در آثار نقاشی استاد اسماعیل‌زاده دقت در طراحی درست و قابل قبول و تأکید بسیار بوده است و این از نکات مهم و ویژگی‌های منحصربه فردی است که در آثار این استاد دیده می‌شود.
استاد اسماعیل‌زاده تابلوهای زیادی درزمینهٔ حماسه‌های مذهبی و ملی موضوع‌های رزمی و بزمی و آداب و سنن مردم کشیده است. ازجمله نقاشی‌های وی خیمه گاه سید الشهدا، جنگ‌های امام علی ، آتش رفتن سیاوش، کشته شدن دیو سفید به دست رستم، بهرام و گلندام، پرده‌های درویشی؛ و در ارتباط با آداب و سنن مردم تابلوهایی با شب عقدکنان حنابندان. قهوه‌خانه زمان قدیم. شب یلدای زمان قدیم خواستگاری و مانند آن طراحی کرده است.
وی یکی از چهره‌های مطرح و از ستون‌های پایدار نقاشی خیالی ساز قهوه‌خانه‌ای به حساب می‌آید. استاد اسماعیل‌زاده در زمان حیات خود با برپایی نمایشگاه‌های متعدد انفرادی شرکت درچندین نمایشگاه جمعی داخلی و خارجی نظر بسیاری از دوستداران و منتقدان هنری را به خود جلب نمود برخی از تابلوهای استاد در موزه سعدآباد، موزه رضا عباسی، موزه کندلوس، موزه هنرهای دینی امام علی و موزه هنرهای معاصر تهران نگهداری می‌شود.